# Abu Kiszk
Abu Kiszk (arab. ‏أبو كشك‎) – dawna palestyńska wieś położona 12 km na północny wschód od Jafy, a 2 km na północny zachód od rzeki Jarkon. Wioska została wyludniona podczas wojny domowej w Palestynie 30 marca 1948 przez Irgun Cewai Leumi.
Wieś znajdowała się około 2 km (1,24 mi) na północny zachód od rzeki Jarkon. Drogi łączyły ją z autostradą Jafa-Hajfa i sąsiednimi wsiami.

## Historia
W 1925 w Abu Kiszk powstała szkoła wiejska. W połowie lat czterdziestych liczyła 108 uczniów, w tym 9 dziewcząt.
W czasie spisu powszechnego z 1931 Abu Kiszk liczył 1007 mieszkańców, muzułmanów.
W statystykach z 1945 Abu Kiszk miał 1900 muzułmańskich mieszkańców, którzy posiadali łącznie 17 121 dunamów ziemi. Do cytrusów lub bananów wykorzystano ogółem 2486 dunamów gruntów wiejskich, 14018 obsadzono zbożami; podczas gdy 226 było nawadnianych lub wykorzystywanych jako sady.
W grudniu 1947 i styczniu 1948 lokalni przywódcy muzułmańscy spotkali się z przedstawicielami Hagany w Petach Tikwie. Mieszkańcy wsi chcieli pokoju i zapewnili, że nie są bojownikami Armii Wyzwolenia Arabów. Pomimo to, wieś została zniszczona 30 marca 1948 przez Irgun Cewai Leumi.